# Emma Navarro
Emma Navarro (New York, 18 maggio 2001) è una tennista statunitense.
Ha vinto due titoli del circuito maggiore in singolare e ha raggiunto nel ranking mondiale la posizione numero 8 nel settembre 2024. Il suo miglior piazzamento in uno slam è stata la semifinale giocata allo US Open 2024.

## Biografia
Nata a New York, in famiglia  di origine italiana, vive a Charleston (Carolina del Sud): è figlia del miliardario Ben Navarro, che è uno degli otto figli del giocatore e allenatore di football americano Frank Navarro.

## Carriera

### 2021- 2023: gli inizi
Ha ricevuto una wildcard per gli US Open 2021, sconfitta al primo turno dalla connazionale Christina McHale.
Nel 2023 raggiunge i primi quarti WTA a Strasburgo, battendo Martincová e Teichmann; tra le ultime otto, cede a Blinkova con un doppio 4–6. Al Roland Garros, ottiene la prima vittoria in carriera in un main-draw dello slam, imponendosi su Èrika Andreeva in tre set; al secondo round, si arrende a Bianca Andreescu. A Bad Homburg, l'americana riesce a cogliere la prima semifinale WTA, dove viene sconfitta con un duplice 2–6 dalla futura campionessa Siniaková. Subito dopo raggiunge a Båstad la prima finale di livello WTA 125, persa contro Olga Danilović. Dopo i quarti a Palermo, raggiunge un altro ottimo risultato nel WTA 500 di San Diego: battendo Paolini, Sasnovič e la top-10 Sakkarī, approdando così alla prima semifinale di questo livello; nella circostanza, si arrende alla connazionale Sofia Kenin in tre set. Grazie all'ottimo torneo, però, riesce a entrare per la prima volta in carriera nella top-50, alla posizione n.32.

### 2024-2025: 2 titoli WTA, ingresso in top-10 e prima semifinale Slam
Navarro inizia l'anno ad Auckland: dove gioca la semifinale contro la futura campionessa, Gauff, che le concede 4 giochi. La settimana dopo prende parte al WTA 250 di Hobart dove bissa il risultato con la seconda semifinale del 2024, vinta contro Yue Yuan. Accede così alla finale dove sconfigge Mertens, aggiudicandosi il suo primo titolo WTA. Grazie a tale risultato, entra per la prima volta in carriera in top-30. All'Australian Open, con le vittorie su Xiyu Wang e Cocciaretto, arriva per la prima volta in un terzo turno slam, dove cede alla qualificata Jastrems'ka, che poi giungerà in semifinale.
A Doha supera le top-30 Paolini e Mertens, prima di arrendersi a Rybakina in tre set. A Dubai esce al secondo round contro Sakkarī. A San Diego l'americana coglie la semifinale contro la futura campionessa Boulter. Successivamente prende parte ai due WTA 1000 casalinghi di Indian Wells e Miami: in California, dopo aver sconfitto Svitolina; batte Aryna Sabalenka negli ottavi, centrando la vittoria più importante della carriera, la prima su una top-5. Nel suo primo quarto di questo livello, Navarro viene eliminata da Sakkarī. A Miami esce agli ottavi, perdendo il derby contro Pegula.
Sulla terra non ottiene risultati degni di nota: a Charleston e Madrid arriva sino al terzo turno, a Roma e Strasburgo non va oltre il secondo. Coglie la sua seconda finale di livello WTA 125 al Trophée Clarins di Parigi, persa contro Šnaider. Al Roland Garros sconfigge agli ottavi la connazionale Keys, per essere fermata ai quarti da Sabalenka.
Su erba dopo una sconfitta all'esordio a Berlino, coglie la quarta semifinale WTA annuale a Bad Homburg, dove si arrende di nuovo a Šnaider. Grazie a tale risultato, raggiunge il suo best- ranking, salendo sino alla 17ª piazza. Si presenta poi a Wimbledon, dove batte prima una rientrante Qiang Wang; al secondo turno, si impone sull'ex n°1 del mondo Naomi Ōsaka, raggiungendo il terzo turno dei Championships per la prima volta, in cui si prende la rivincita su Šnaider, approdando al suo secondo ottavo di finale slam consecutivo. Nel derby contro la n°2 del mondo Gauff, Navarro emerge vittoriosa, guadagnandosi l'accesso al suo primo quarto di finale a livello major dove perde dalla futura finalista del torneo, Paolini. Dopo un terzo turno ai giochi olimpici, perso contro la futura medaglia d'oro, Qinwen Zheng, raggiunge le semifinali del torneo canadese di Montreal, dove perde contro Anisimova. Stesso risultato raggiunto a Monterrey contro Noskova. Allo US Open, Navarro riesce a battere la campionessa in carica Gauff negli ottavi di finale, ai quarti, elimina Paula Badosa, approdando alla sua prima semifinale di livello major, dove si arrende a Sabalenka. Grazie a questi risultati raggiunge il su best ranking, il 9 settembre, alla posizione n.8 della classifica. Nel finale di stagione va incontro ad una notevole flessione di risultati, perdendo al primo turno sia a Pechino che a Wuhan. In questo periodo sceglie sorprendentemente di partecipare al torneo WTA 125 di Hong Kong, categoria in cui è insolito veder gareggiare una giocatrice di classifica così alta. L'esperienza si conclude con una sconfitta nei quarti di finale contro Anna Blinkova. Sfuma dunque la qualificazione alle WTA Finals e rinuncia al ruolo di riserva che la sua nona posizione nella Race le avrebbe garantito. 
Inizia la stagione 2025 con due uscite premature nei WTA 500 di Brisbane ed Adelaide. Agli Australian Open conferma però la sua predilezione per i grandi palcoscenici e ritrova un buon risultato che mancava dalla semifinale nello Slam precedente. Batte infatti tre giocatrici in forma come la connazionale Peyton Stearns, la cinese Wang Xiyu e la tunisina Ons Jabeur approdando agli ottavi di finale per la quarta volta consecutiva nei tornei dello Slam. Nella circostanza sconfigge in una battaglia di quasi tre ore Dar'ja Kasatkina, raggiungendo il suo terzo quarto di finale major, dove perde nettamente da Iga Świątek, che le concede tre giochi. Dopo due sconfitte premature tra Doha e Dubai, vince a Mérida il suo secondo titolo WTA, imponendosi in finale sulla sorpresa Emiliana Arango con un doppio bagel, 6–0, 6–0. Per Navarro è il primo trionfo a livello WTA 500. In seguito, non trova risultati degni di nota, cogliendo al massimo i quarti a Charleston, dove viene eliminata dalla connazionale Anisimova.

## Statistiche WTA

### Singolare

#### Vittorie (2)
| Legenda              |
| -------------------- |
| Grande Slam (0)      |
| Ori Olimpici (0)     |
| WTA Finals (0)       |
| WTA Elite Trophy (0) |
| Dal 2021             |
| WTA 1000 (0)         |
| WTA 500 (1)          |
| WTA 250 (1)          |

| N. | Data            | Torneo                       | Superficie | Avversaria in finale | Punteggio     |
| 1. | 13 gennaio 2024 | Hobart International, Hobart | Cemento    | Elise Mertens        | 6–1, 4–6, 7–5 |
| 2. | 2 marzo 2025    | Mérida Open, Mérida          | Cemento    | Emiliana Arango      | 6–0, 6–0      |

## Circuito WTA 125

### Singolare

#### Sconfitte (2)
| N. | Data           | Torneo               | Superficie  | Avversaria in finale | Punteggio        |
| 1. | 15 luglio 2023 | Swedish Open, Båstad | Terra rossa | Olga Danilović       | 6(4)–7, 6–3, 3–6 |
| 2. | 19 maggio 2024 | Clarins Open, Parigi | Terra rossa | Diana Šnajder        | 2–6, 6–3, 4–6    |

## Statistiche ITF

### Singolare

#### Vittorie (7)
| Torneo $100.000 (3) |
| Torneo $80.000 (1)  |
| Torneo $60.000 (1)  |
| Torneo $40.000 (0)  |
| Torneo $25.000 (2)  |
| Torneo $15.000 (0)  |

| N. | Data             | Torneo                                                      | Superficie  | Avversaria in finale | Punteggio     |
| 1. | 7 novembre 2021  | Women's Circuit Orlando, Orlando                            | Terra verde | Allie Kiick          | 3–6, 6–2, 6–3 |
| 2. | 17 luglio 2022   | Liepāja Open, Liepāja                                       | Terra rossa | Yuan Yue             | 6–4, 6–4      |
| 3. | 15 gennaio 2023  | Naples Women's, Naples                                      | Terra verde | Peyton Stearns       | 6–3, 7–5      |
| 4. | 23 aprile 2023   | LTP Charleston Pro Tennis, Charleston                       | Terra verde | Peyton Stearns       | 2–6, 6–2, 7–5 |
| 5. | 30 aprile 2023   | Women's Pro Event at the Boars Head Resort, Charlottesville | Terra verde | Ashlyn Krueger       | 6–1, 6–1      |
| 6. | 29 ottobre 2023  | Christus Health Pro Challenge, Tyler                        | Cemento     | Kayla Day            | 6–3, 6–4      |
| 7. | 12 novembre 2023 | LTP Charleston Pro Tennis, Charleston                       | Terra verde | Panna Udvardy        | 6–1, 6–1      |

#### Sconfitte (4)
| Torneo $100.000 (1) |
| Torneo $80.000 (0)  |
| Torneo $60.000 (3)  |
| Torneo $40.000 (0)  |
| Torneo $25.000 (0)  |
| Torneo $15.000 (0)  |

| N. | Data              | Torneo                               | Superficie  | Avversaria in finale | Punteggio    |
| 1. | 10 luglio 2022    | Amstelveen Women's Open, Amstelveen  | Terra rossa | Simona Waltert       | 6(10)–7, 0–6 |
| 2. | 11 settembre 2022 | Montreux Ladies Open, Montreux       | Terra rossa | Tamara Korpatsch     | 4–6, 1–6     |
| 3. | 22 gennaio 2023   | Vero Beach International, Vero Beach | Terra verde | Marie Benoît         | 2–6, 5–7     |
| 4. | 24 giugno 2023    | Ilkley Trophy, Ilkley                | Erba        | Mirjam Björklund     | 4–6, 5–7     |

### Doppio

#### Vittorie (1)
| Torneo $100.000 (0) |
| Torneo $80.000 (0)  |
| Torneo $60.000 (0)  |
| Torneo $40.000 (0)  |
| Torneo $25.000 (0)  |
| Torneo $15.000 (1)  |

| N. | Data            | Torneo                                     | Superficie  | Compagna   | Avversarie in finale                      | Punteggio |
| 1. | 1º ottobre 2017 | ITF Women's Circuit Charleston, Charleston | Terra verde | Chloe Beck | Ksenija Kuznecova Maria Martinez Martinez | 6–1, 6–4  |

## Grand Slam Junior

### Singolare

#### Sconfitte (1)
| Tornei del Grande Slam  |
| ----------------------- |
| Australian Open (0)     |
| Open di Francia (1)     |
| Torneo di Wimbledon (0) |
| US Open (0)             |

| N. | Data          | Torneo                  | Superficie  | Avversario in finale   | Punteggio |
| 1. | 8 giugno 2019 | Open di Francia, Parigi | Terra rossa | Leylah Annie Fernandez | 3–6, 2–6  |

### Doppio

#### Vittorie (1)
| Tornei del Grande Slam  |
| ----------------------- |
| Australian Open (0)     |
| Open di Francia (1)     |
| Torneo di Wimbledon (0) |
| US Open (0)             |

| N. | Data          | Torneo                  | Superficie  | Compagna   | Avversario in finale               | Punteggio |
| 1. | 8 giugno 2019 | Open di Francia, Parigi | Terra rossa | Chloe Beck | Alina Čaraeva Anastasija Tichonova | 6–1, 6–2  |

#### Sconfitte (1)
| Tornei del Grande Slam  |
| ----------------------- |
| Australian Open (1)     |
| Open di Francia (0)     |
| Torneo di Wimbledon (0) |
| US Open (0)             |

| N. | Data            | Torneo                     | Superficie | Compagna   | Avversario in finale           | Punteggio |
| 1. | 25 gennaio 2019 | Australian Open, Melbourne | Cemento    | Chloe Beck | Natsumi Kawaguchi Adrienn Nagy | 4–6, 4–6  |

## Statistiche contro giocatrici Top 10

### Testa a testa
Le tenniste in grassetto sono le giocatrici in attività. Nella tabella riportata sono segnati i migliori piazzamenti nella classifica mondiale WTA; le giocatrici possono aver occupato una posizione diversa al momento dell'incontro.
| Giocatrice                     | Vittorie–Sconfitte | V–S % | Cemento     | Terra rossa | Erba      | Ultimo incontro                                          |
| Numero 1 del ranking mondiale  |                    |       |             |             |           |                                                          |
| Naomi Ōsaka                    | 1–0                | 100%  | –           | –           | 1–0       | Vinto (6–4, 6–1) Torneo di Wimbledon 2024                |
| Caroline Wozniacki             | 1–0                | 100%  | –           | –           | 1–0       | Vinto (4–6, 6–1, 1–0 rit.) Bad Homburg Open 2024         |
| Aryna Sabalenka                | 1–2                | 33%   | 1–1         | 0–1         | –         | Perso (3–6, 6(2)–7) US Open 2024                         |
| Iga Świątek                    | 0–2                | 0%    | 0–1         | 0–1         | –         | Perso (1–6, 2–6) Australian Open 2025                    |
| Numero 2 del ranking mondiale  |                    |       |             |             |           |                                                          |
| Coco Gauff                     | 2–1                | 67%   | 1–1         | –           | 1–0       | Vinto (6–3, 4–6, 6–3) US Open 2024                       |
| Ons Jabeur                     | 1–1                | 50%   | 1–0         | 0–1         | –         | Vinto (6–4, 3–6, 6–4) Australian Open 2025               |
| Paula Badosa                   | 1–2                | 33%   | 1–0         | 0–1         | 0–1       | Perso (6(2)–7, 3–6) Berlin Ladies Open 2025              |
| Numero 3 del ranking mondiale  |                    |       |             |             |           |                                                          |
| Elina Svitolina                | 1–0                | 100%  | 1–0         | –           | –         | Vinto (6–1, 4–6, 6–3) Indian Wells Open 2024             |
| Maria Sakkarī                  | 1–2                | 33%   | 1–2         | –           | –         | Perso (7–5, 2–6, 4–6) Indian Wells Open 2024             |
| Jessica Pegula                 | 0–1                | 0%    | 0–1         | –           | –         | Perso (6(1)–7, 3–6) Miami Open 2024                      |
| Sloane Stephens                | 0–1                | 0%    | 0–1         | –           | –         | Perso (4–6, 7–5, 1–6) Monterrey Open 2020                |
| Elena Rybakina                 | 0–2                | 0%    | 0–2         | –           | –         | Perso (1–6, 7–6(6), 4–6) Qatar Ladies Open 2024          |
| Numero 4 del ranking mondiale  |                    |       |             |             |           |                                                          |
| Belinda Bencic                 | 1–0                | 100%  | 1–0         | –           | –         | Vinto (7–6(6), 2–6, 6–3) Dubai Tennis Championships 2025 |
| Jasmine Paolini                | 3–1                | 75%   | 3–0         | –           | 0–1       | Perso (2–6, 1–6) Torneo di Wimbledon 2024                |
| Bianca Andreescu               | 0–1                | 0%    | –           | 0–1         | –         | Perso (1–6, 4–6) Open di Francia 2023                    |
| Sofia Kenin                    | 0–1                | 0%    | 0–1         | –           | –         | Perso (2–6, 7–5, 4–6) San Diego Open 2023                |
| Zheng Qinwen                   | 0–2                | 0%    | –           | 0–2         | –         | Perso (7–6(7), 6(4)–7, 1–6) Giochi Olimpici 2024         |
| Numero 5 del ranking mondiale  |                    |       |             |             |           |                                                          |
| Sara Errani                    | 1–0                | 100%  | –           | 1–0         | –         | Vinto (6–2, 7–5) Open di Francia 2024                    |
| Madison Keys                   | 2–1                | 67%   | 1–0         | 1–1         | –         | Vinto (7–6(5), 7–6(3)) Open di Francia 2024              |
| Jeļena Ostapenko               | 0–1                | 0%    | –           | 0–1         | –         | Perso (5–7, 6–3, 2–6) Stuttgart Open 2025                |
| Numero 8 del ranking mondiale  |                    |       |             |             |           |                                                          |
| Daria Kasatkina                | 1–0                | 100%  | 1–0         | –           | –         | Vinto (6–4, 5–7, 7–5) Australian Open 2025               |
| Numero 9 del ranking mondiale  |                    |       |             |             |           |                                                          |
| Veronika Kudermetova           | 0–1                | 0%    | –           | 0–1         | –         | Perso (4–6, 4–6) Charleston Open 2021                    |
| Andrea Petković                | 0–1                | 0%    | 0–1         | –           | –         | Perso (6(3)–7, 4–6) Cincinnati Open 2021                 |
| Numero 10 del ranking mondiale |                    |       |             |             |           |                                                          |
| Beatriz Haddad Maia            | 3–3                | 50%   | –           | 2–3         | 1–0       | Vinto (1–6, 7–6(4), 6–3) Queen's Club Championships 2025 |
| Emma Raducanu                  | 0–1                | 0%    | 0–1         | –           | –         | Perso (6(6)–7, 6–2, 6(3)–7) Miami Open 2025              |
| Totali                         | 20–27              | 43%   | 12–12 (50%) | 4–13 (24%)  | 4–2 (67%) | Aggiornato al 18 giugno 2025                             |

### Vittorie contro giocatrici Top 10
| Stagione | 2023 | 2024 | 2025 | Totale |
| -------- | ---- | ---- | ---- | ------ |
| Vittorie | 1    | 3    | 1    | 5      |

| #    | Giocatrice       | Ranking | Evento                          | Superficie | Turno | Punteggio        | Rank. ENR |
| ---- | ---------------- | ------- | ------------------------------- | ---------- | ----- | ---------------- | --------- |
| 2023 |                  |         |                                 |            |       |                  |           |
| 1.   | Maria Sakkarī    | 9       | San Diego Open, San Diego       | Cemento    | QF    | 6–4, 0–6, 7–6(4) | 61        |
| 2024 |                  |         |                                 |            |       |                  |           |
| 2.   | Aryna Sabalenka  | 2       | Indian Wells Open, Indian Wells | Cemento    | 4T    | 6–3, 3–6, 6–2    | 23        |
| 3.   | Coco Gauff (1)   | 2       | Torneo di Wimbledon, Londra     | Erba       | 4T    | 6–4, 6–3         | 17        |
| 4.   | Coco Gauff (2)   | 3       | US Open, New York               | Cemento    | 4T    | 6–3, 4–6, 6–3    | 12        |
| 2025 |                  |         |                                 |            |       |                  |           |
| 5.   | Dar'ja Kasatkina | 9       | Australian Open, Melbourne      | Cemento    | 4T    | 6–4, 5–7, 7–5    | 8         |